# أزمة منشوريا
أزمة منشوريا هي أزمة وقعت بين اليابان والصين في 1931، نتيجة وصول الأنظمة الديكتاتورية إلى الحكم (الديكتاتورية العسكرية في اليابان) بعد الحرب العالمية الأولى، وأدت إلى غزو اليابان لمنشوريا في 19 سبتمبر عام 1931، متذرعةً بحادثة موكدين. سميت نسبة إلى منطقة منشوريا الجزء الشمالي الشرقي للصين. وهذا ما أدى لتوتر العلاقات بين الدولتين.